# Ségolène Thomas
Pour les articles homonymes, voir Thomas (nom de famille).
Ségolène Thomas, née le 17 décembre 1998 à Épinal, est une coureuse cycliste française.

## Biographie
Originaire d'Épinal dans les Vosges, Ségolène Thomas pratique l'athlétisme et notamment les courses de demi-fond. Au début des années 2020, elle commence à pratiquer le cyclisme sur route. Elle rejoint en 2023, l'équipe continentale française Grand Est-Komugi-La Fabrique, tout en conservant une activité professionnelle d'ingénieur en parallèle du cyclisme,. Le 4 juin, elle prend la dixième place de l'Alpes Grésivaudan Classic, son premier top 10 sur une course UCI.
En juin 2024, elle montre ses qualités de grimpeuse en terminant cinquième du Tour des Pyrénées. Le 11 août, elle remporte le GP Oberbaselbiet, une épreuve nationale suisse.
Avec l'arrêt de l'équipe Komugi-Grand Est à l'issue de la saison 2024, elle doit trouver un point de chute pour la saison 2025. Elle signe finalement un contrat avec l'équipe ProTeam (deuxième division) Saint Michel-Preference Home-Auber 93,. En avril 2025, elle se classe dixième du Grand Prix féminin de Chambéry. Le mois suivant, elle fait partie des meilleures lors du Grand Prix du Morbihan, où elle termine troisième au sprint, décrochant son premier podium international.

## Palmarès
- 2024
  - GP Oberbaselbiet
- 2025
  - 3e du Grand Prix du Morbihan

## Résultats sur les grands tours

### Tour de France
1 participation
- 2025 : hors délais (2e étape)

## Classements mondiaux
| Année                                 | 2023 | 2024 |
| ------------------------------------- | ---- | ---- |
| Classement UCI                        | 716e | 496e |
|                                       |      |      |
| Légende : nc = non classéSource : UCI |      |      |